# Horst Bohatschek
Horst Bohatschek (* 20. Juni 1943 in Berlin; † 22. Februar 2015 in Löhne) war ein deutscher Glasmaler. Er gestaltete zahlreiche Bleiglasfenster.

## Leben
Bohatschek wurde 1943 in Berlin geboren. Den größten Teil seines Lebens wohnte er in Löhne. Er lernte das Bleiglaser-Handwerk bei seinem Vater Heinz. Ab 1968 war er als freischaffender Künstler tätig. Bis 1980 arbeitete er im Gipsraum der Gohfelder Künstlerin Resl Schröder-Lechner. Erst 1997 konnte er nach einer Erbschaft ein Atelier im eigenen Haus einrichten.
Horst Bohatschek gestaltete vor allem Kirchenfenster, zum Beispiel in der freikirchlichen Bad Oeynhausener Christuskirche, der Jubilate-Kirche (Bonneberg) oder in der Christuskirche der Evangelisch-Freikirchlichen Gemeinde Gütersloh.
Auch für öffentliche Auftraggeber war er aktiv: Im  Bahnhof seiner Heimatstadt Löhne (Westfalen) etwa entwarf er 1991 die Bleiverglasung der Fenster oberhalb des Haupteinganges. Sie trägt den Titel „Vier Elemente“.
2015 starb er im Alter von 71 Jahren.